# 昌古·纳拉扬庙

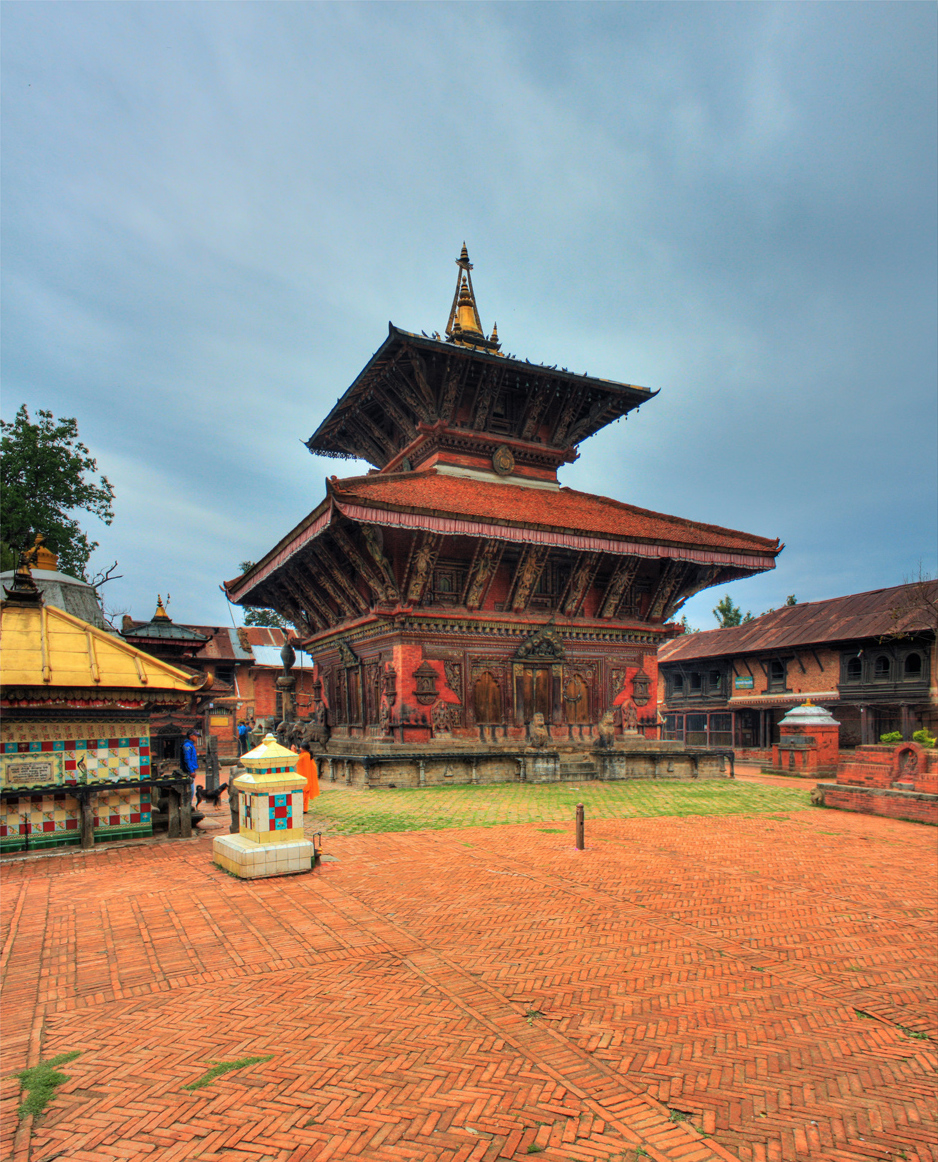
昌古·纳拉扬庙

昌古·纳拉扬庙（拉丁文转写：Changu Narayan Mandir），位于尼泊尔巴克塔普尔，是一座印度教神庙。

## 简介
该寺庙周围是黄兰树林，以及昌古谷地（英語：Changu Village）。该寺庙坐落在昌古纳拉扬（Changunarayan）村。其所在的山位于加德满都以东8英里处。马纳哈拉河（Manahara River）在山边流过。该寺庙主供毗湿奴，受到印度教徒的尊敬。该寺庙被认为是尼泊尔最古老的印度教神庙。
外形像塔的该寺拥有从5世纪到12世纪的许多尼泊尔艺术作品。根据传说，该寺至少在325年便已存在，当时是李查维王朝的国王Hari Datta Verma统治时期。该寺是尼泊尔最富有历史性和艺术性的建筑之一。寺内有一石柱，其上刻有文字，记述了国王Man Deva（496年至524年在位）的赫赫战功。这是尼泊尔现存最早的石刻。在Ganga Rani（1585年至1614年间的统治者Siva Simha Malla的妻子）生前，该寺曾经重修。有记载称该寺在1702年（尼泊尔历882年）被烧毁，此后重建。1708年，Bhaskara Malla完成了更多在铜镀金板上的刻字。

1979年，昌古·纳拉扬庙作为加德满都谷地的一部分，被联合国教科文组织列为世界遗产。

昌古·纳拉扬庙
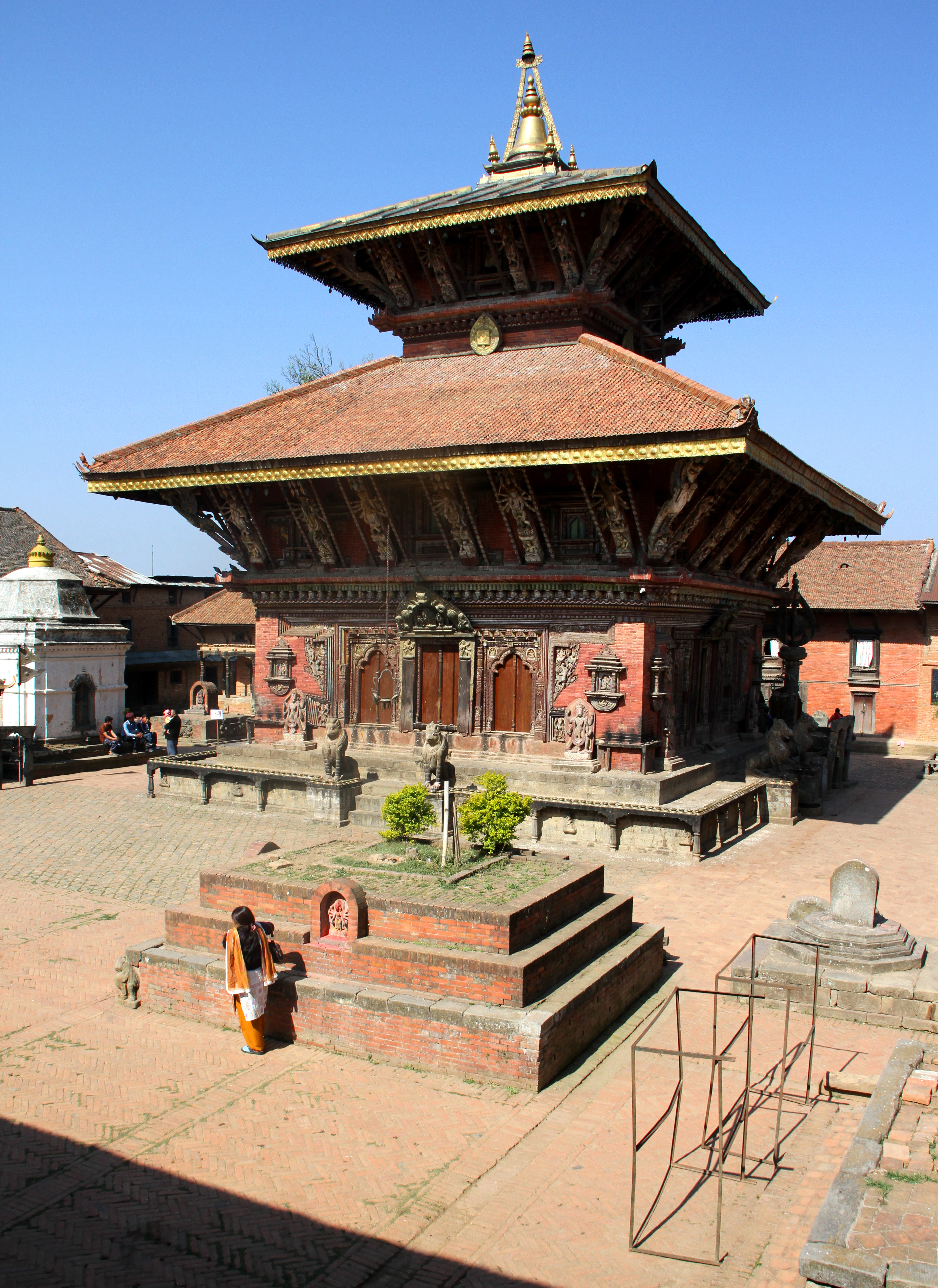
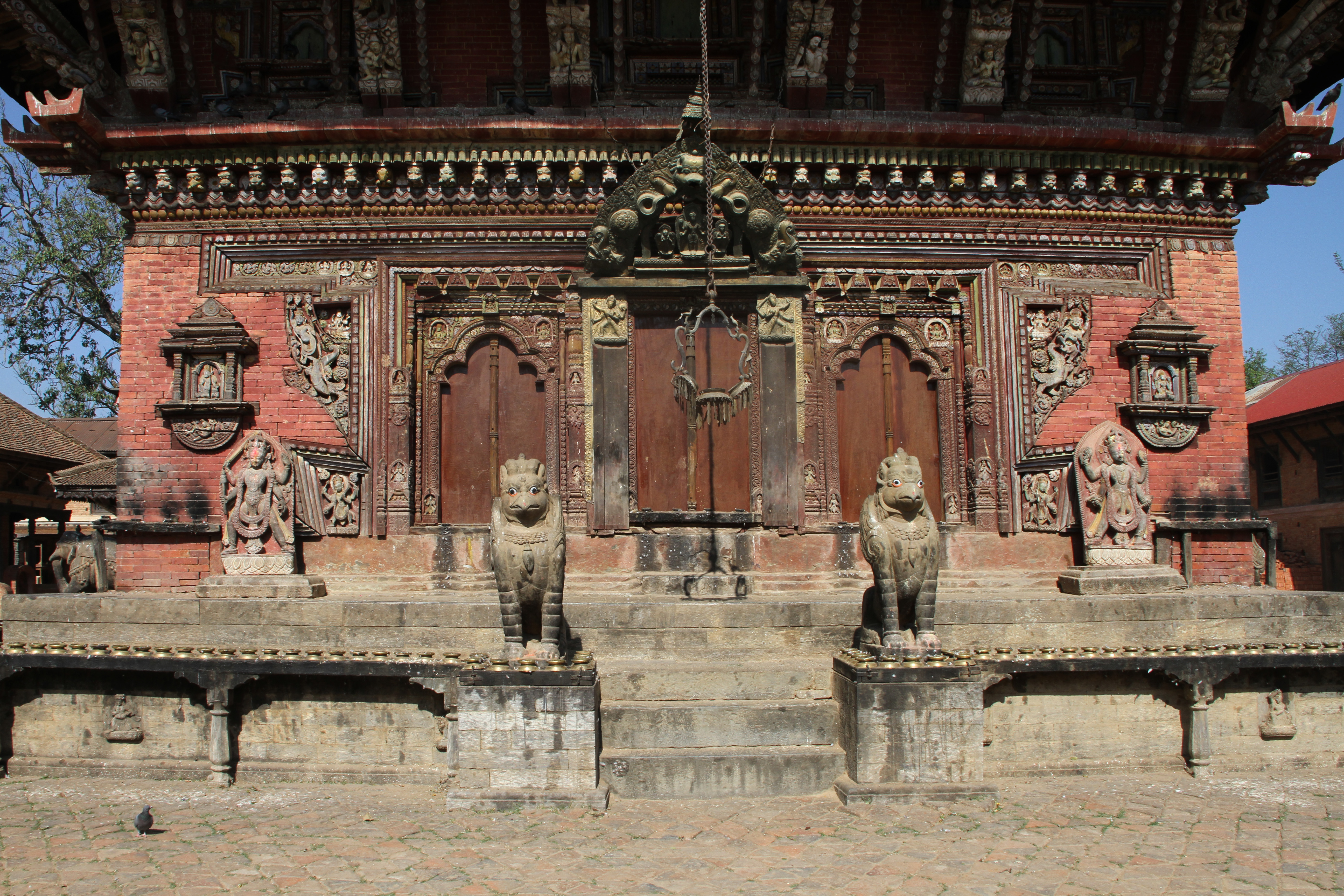
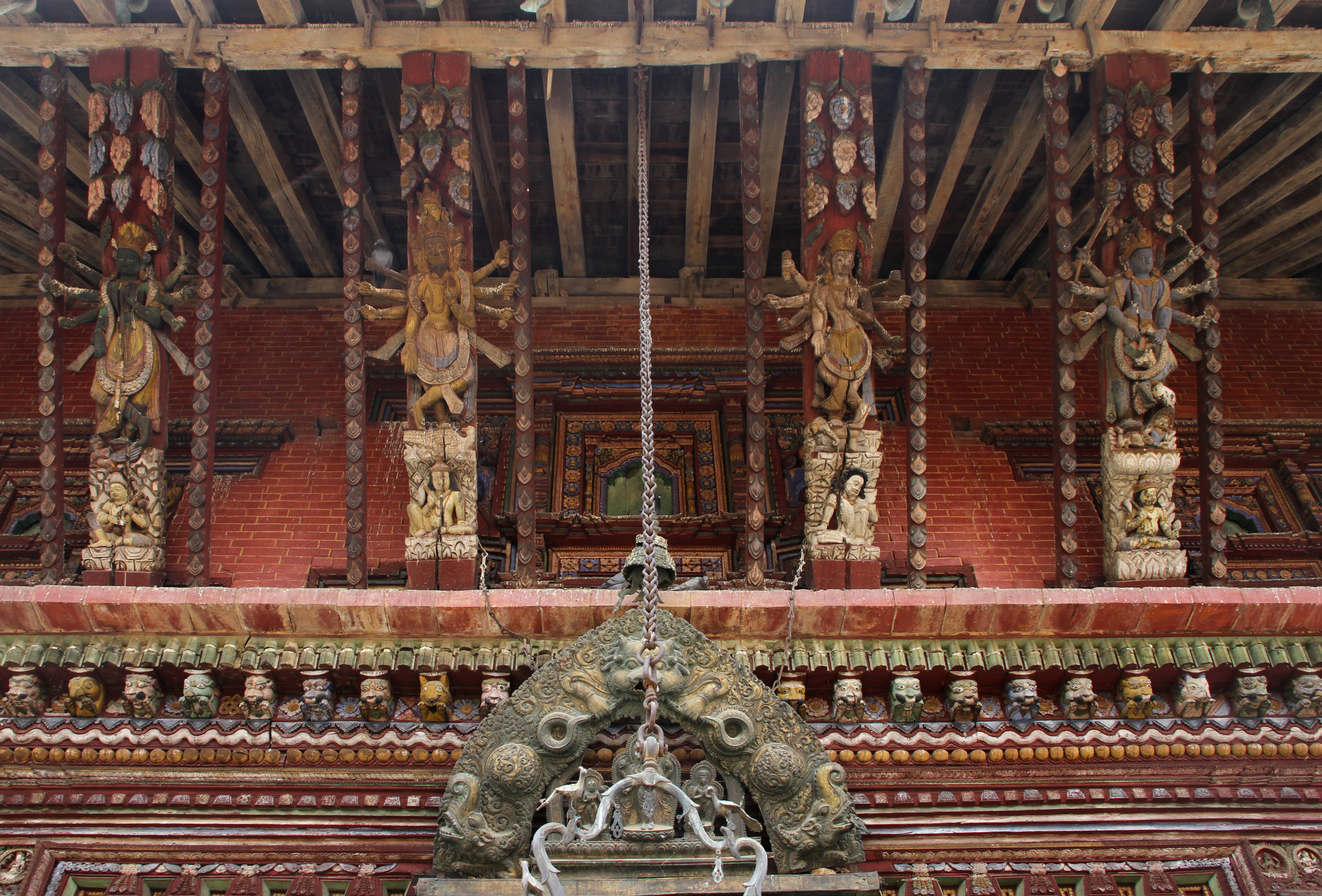
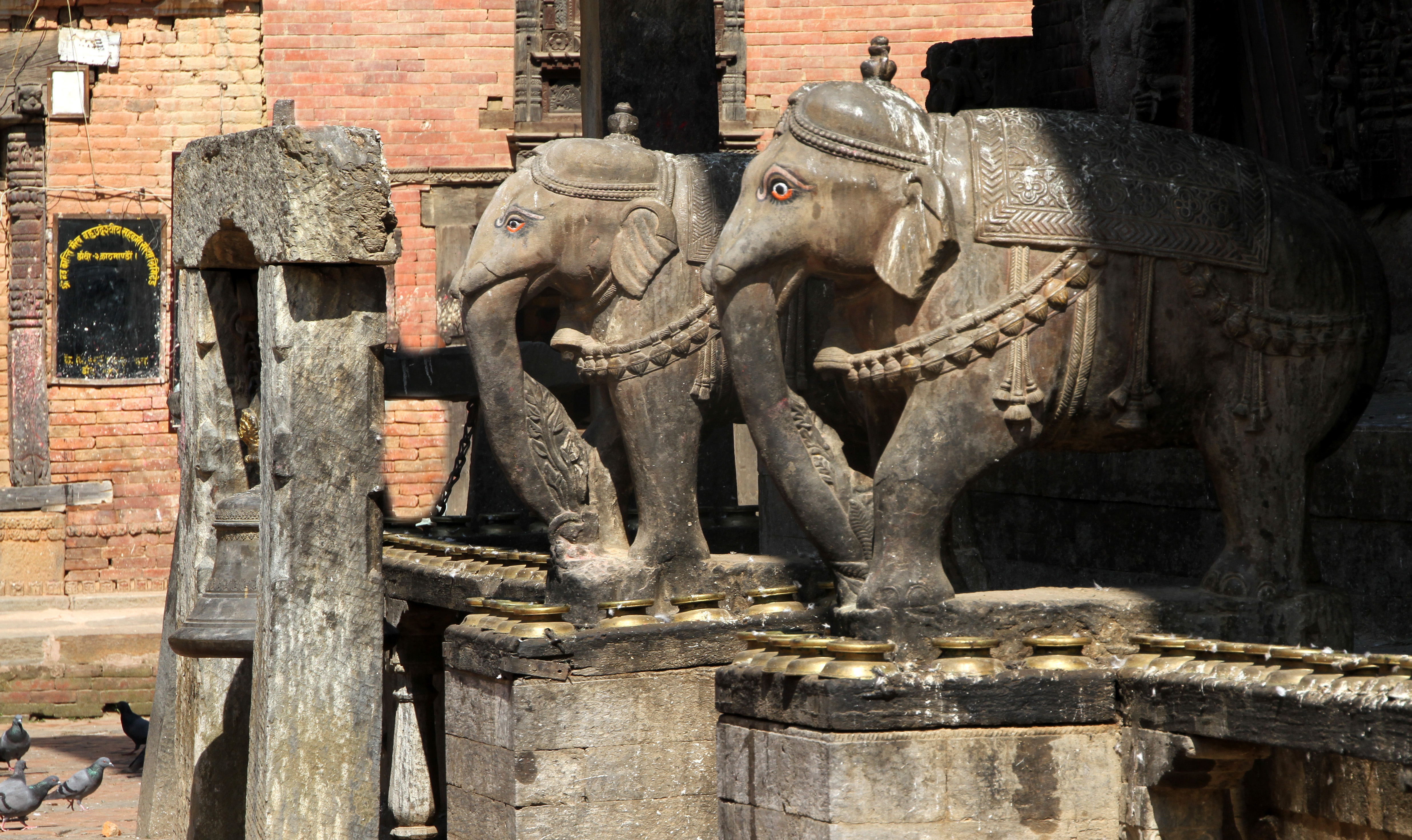
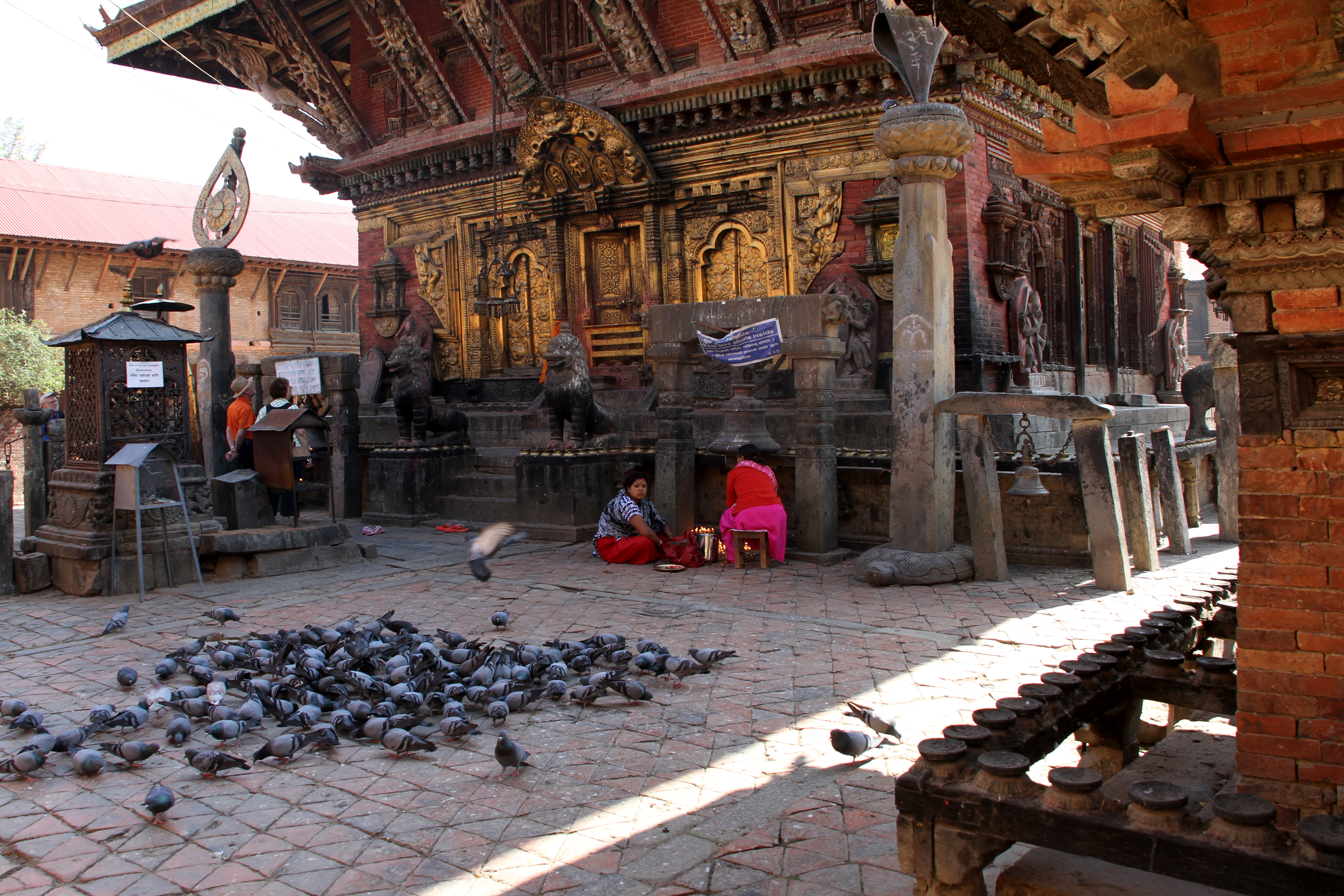
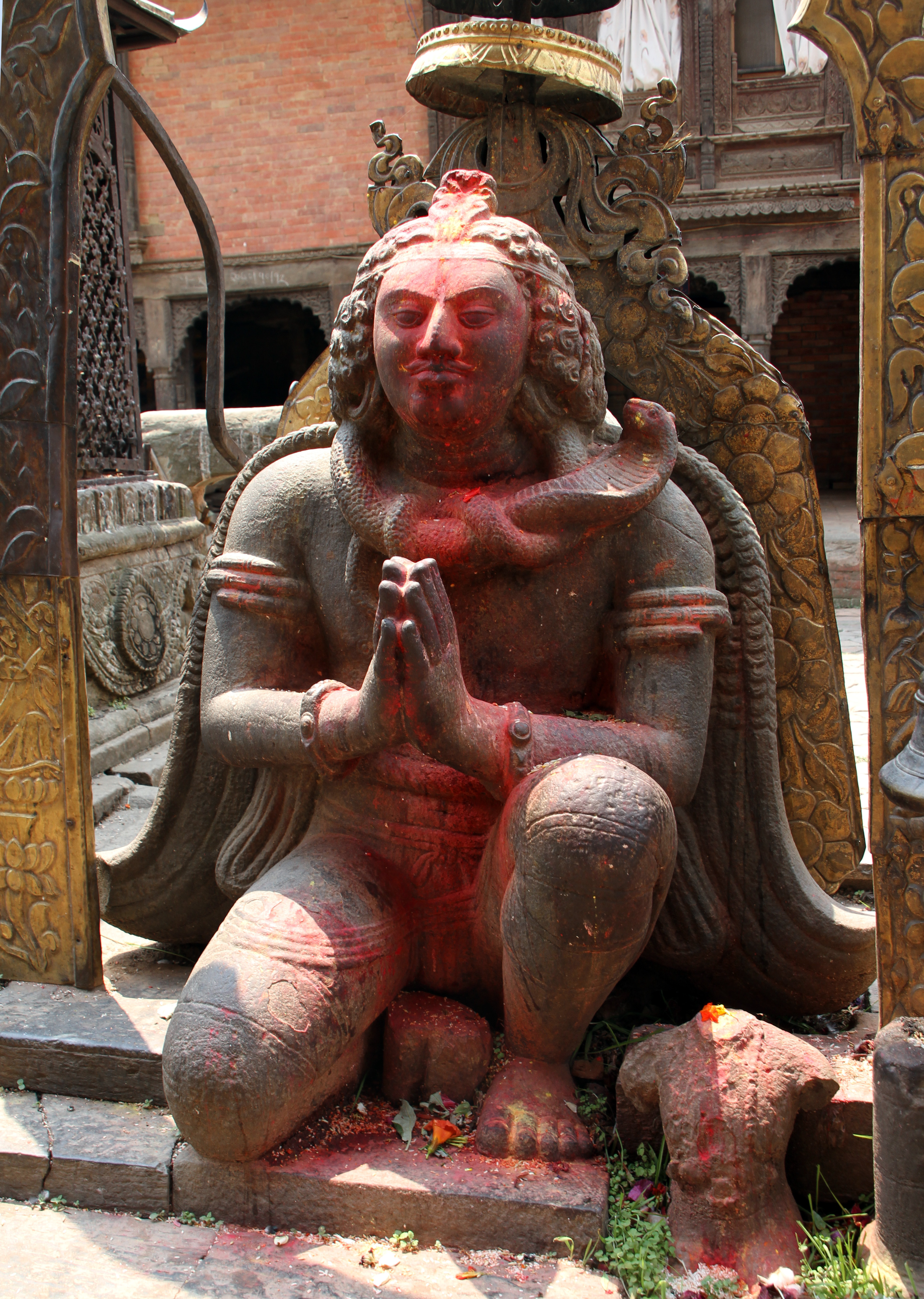
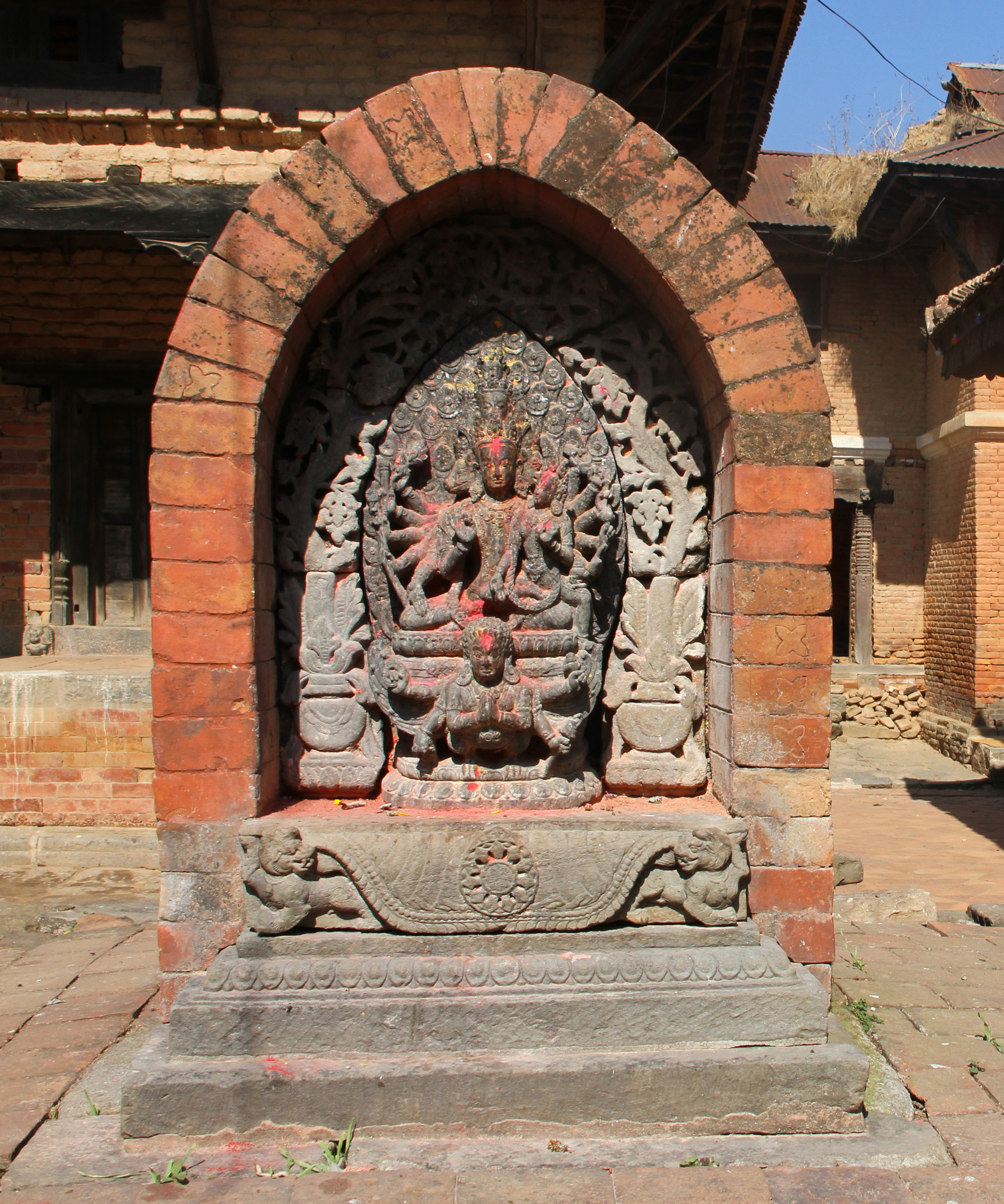
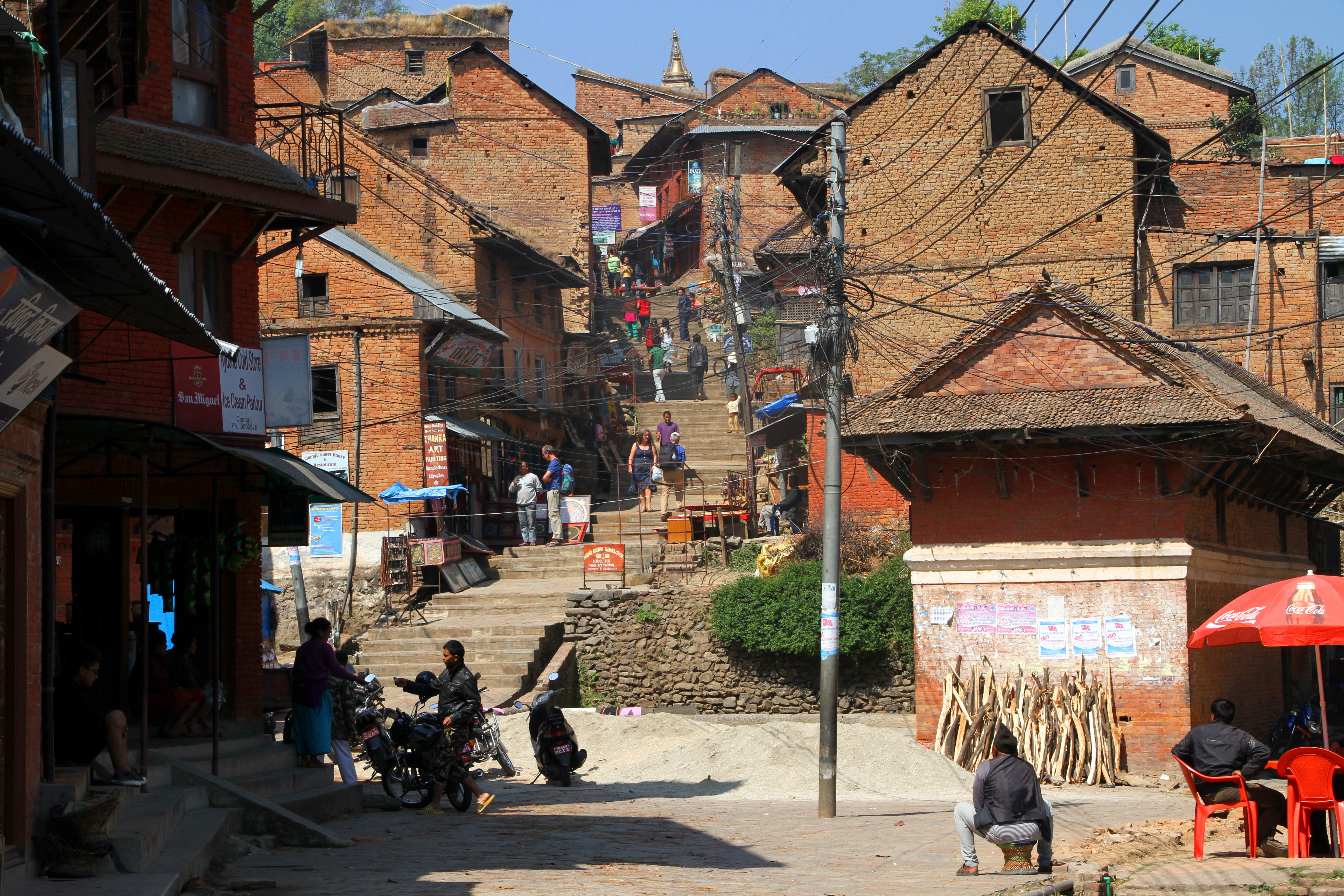